# Leucoptera laburnella
Leucoptera laburnella (tên tiếng Anh: Laburnum Leaf Miner) là một loài bướm đêm thuộc họ Lyonetiidae. Nó được tìm thấy ở hầu hết châu Âu, trừ phần châu Âu thuộc Nga và phần phía nam của bán đảo Balkan. Nó cũng được tìm thấy ở Bắc Mỹ.

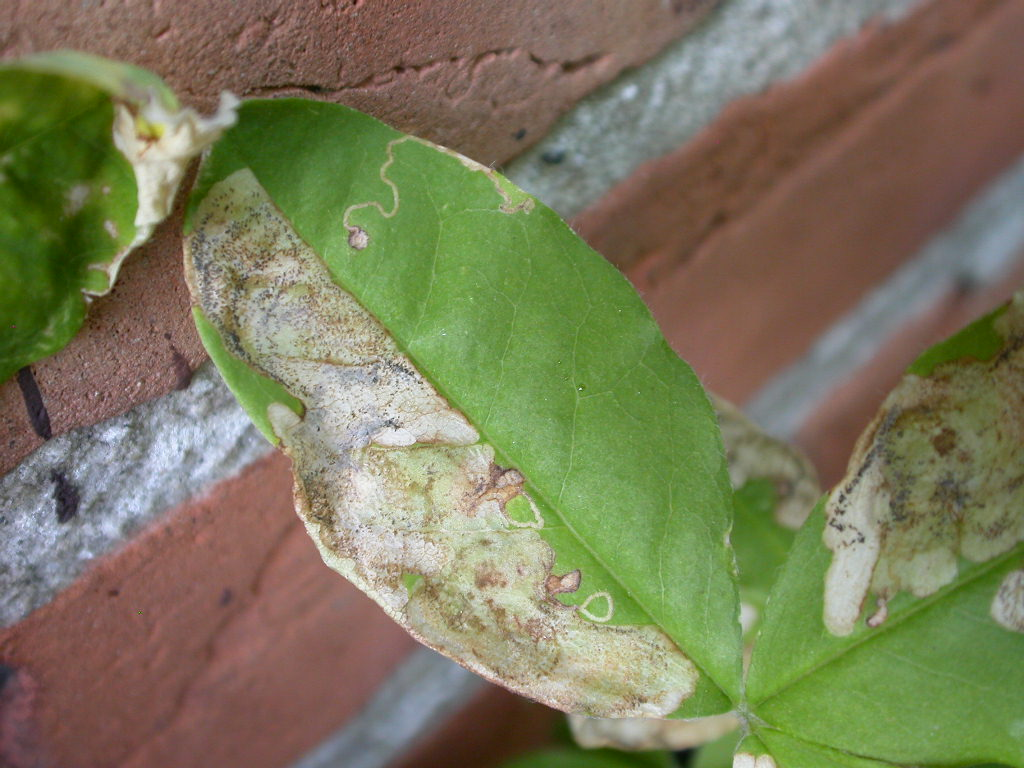
Lá do ấu trùng ăn

Ấu trùng ăn Astragalus, Chamaecytisus supinus, Genista tinctoria, Laburnocytisus adamii, Laburnum alpinum, Laburnum anagyroides, Lupinus polyphyllus và Petteria ramentacea. Chúng ăn lá nơi chúng làm tổ. 

## Hình ảnh

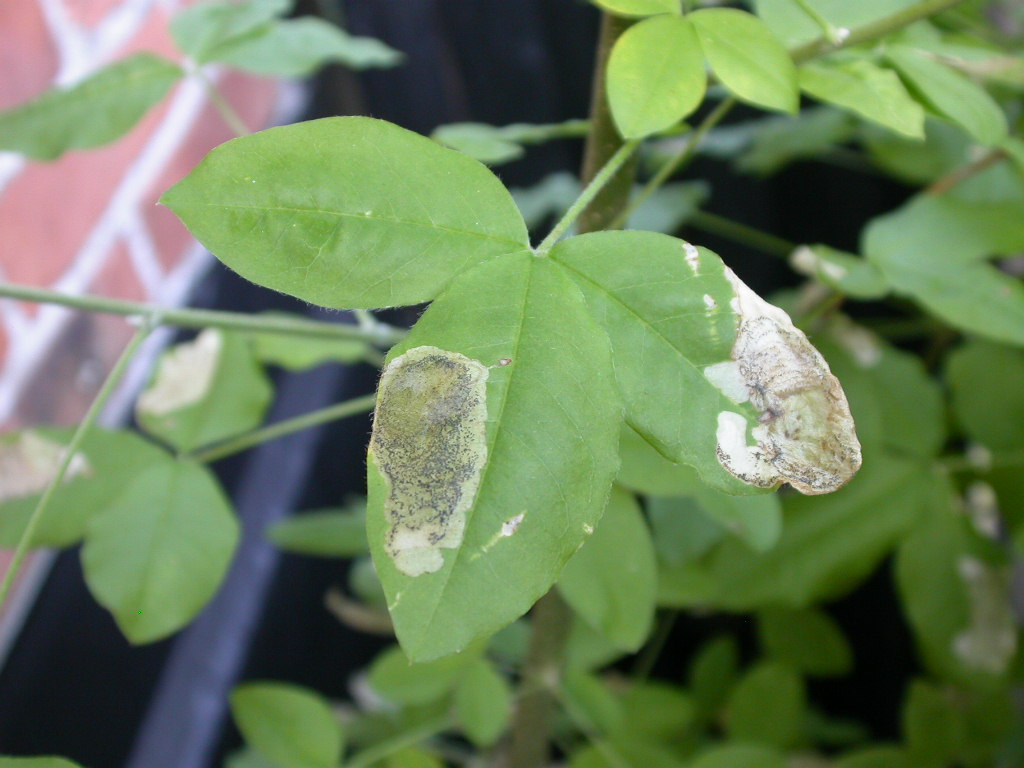
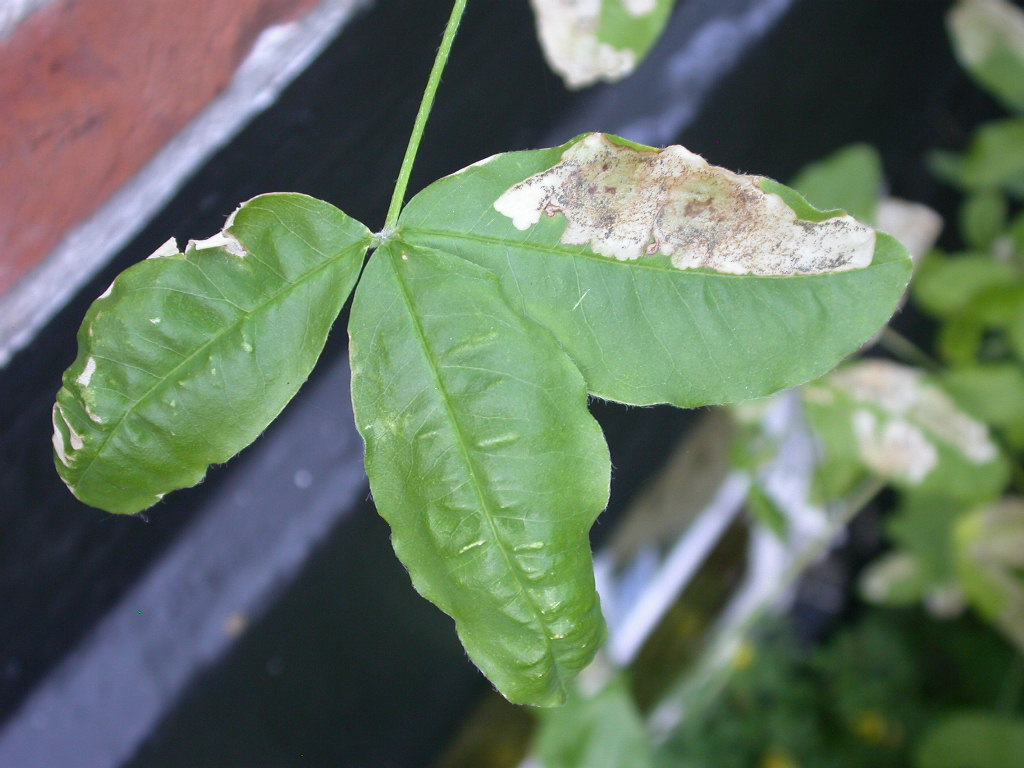
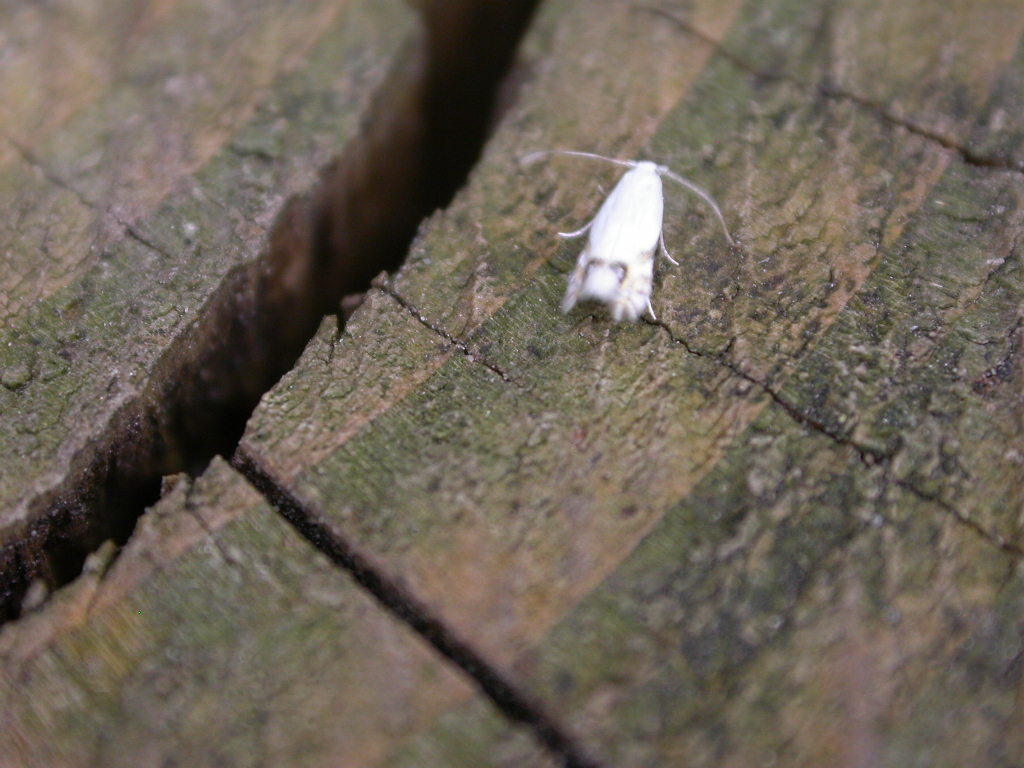